# Pentan-3-one
La pentan-3-one, aussi nommée diéthylcétone, est une simple dialkylcétone symétrique de formule semi-développée CH3CH2COCH2CH3. C'est un liquide incolore avec une odeur ressemblant à celle de l'acétone. Elle est soluble dans l'eau à raison d'une cinquantaine de grammes par litre et est miscible en toute proportion avec la plupart des solvants organiques. Elle est principalement utilisée comme un solvant pour peinture et comme précurseur de la vitamine E.
La pentan-3-one est produite industriellement à partir de l'acide propanoïque et avec un oxyde métallique catalyseur :
2 CH3CH2CO2H → (CH3CH2)2CO + CO2 + H2O
Elle peut être obtenue aussi par réaction d'éthène, de CO et de H2.

## Sécurité
La valeur limite d'exposition (VLE) pour la pentan-3-one est de 200 ppm (705 mg·m-3).